# Megalomus ricoi
Megalomus ricoi är en insektsart som beskrevs av Monserrat 1997. Megalomus ricoi ingår i släktet Megalomus och familjen florsländor. Inga underarter finns listade i Catalogue of Life.